# Josep Martí Casals
Josep Martí Casals (el Masnou, Maresme, 1858 - ?) fou un mariner català, alcalde del Masnou de 1902 a 1906.
Era del Partit Liberal Fusionista. Es presentà per primer cop a les eleccions municipals de novembre 1901 al Masnou i en sortí elegit com a regidor. En la constitució de l'Ajuntament, el gener de 1902, fou elegit alcalde del Masnou. A les eleccions municipals de 1903 tornà a ser elegit, i a la constitució de l'Ajuntament de 1904, reelegit alcalde. A les eleccions municipals de novembre de 1905 ja es no presentà i deixà de ser alcalde el gener de 1906.
Fou l'impulsor de la construcció de les escoles municipals (actual Escola Ocata), que va finançar amb un emprèstit municipal. Va ser un dels fundadors de la Casa Benèfica del Masnou. Ell i Pau Estapé i Maristany van comprar les parcel·les on s'hi construiria l'edifici. Després en fou tresorer. També estigué vinculat al Casino del Masnou.
Era propietari i va viure a la casa anomenada Can Millet o Can Patatetes, al Masnou.